# 马林达机场
马林达机场（印尼语：Bandar Udara Marinda）是印度尼西亚西巴布亚省拉贾安帕特县的一座机场，用以连接县治瓦伊赛和本省最大城市索龙，该航线由ATR 72双螺旋浆支线飞机执飞，航程约35分钟。

## 航空公司和目的地
| 航空公司 | 目的地 |
| -------- | ------ |
| 苏西航空 | 索龙   |
| 飞翼航空 | 万鸦老 |

## 资料来源
1. ↑  .   [2017-03-04]. （原始内容存档于2020-12-05）.